# 忠州石氏
忠州石氏（チュンジュソクし、충주석씨）は、朝鮮の氏族の一つ。本貫は忠清北道忠州市である。2015年の調査では、41,802人である（他に同系列の洪州石氏は1,009人）。
石氏は中国武威に起源があり、忠州石氏の始祖は、高麗毅宗時代の軍人である石隣である。
石隣は、西京朗将、上将軍、東西北面兵馬使を務め、蘂城君に封じられ、石隣の子孫が忠州を本貫にして忠州石氏を創始した。
洪州石氏と石氏大同宗親会をなしている。

## 集姓村
- 慶尚南道昌寧郡大合面
- 慶尚南道昌寧郡梨房面
- 大邱広域市達城郡玉浦面奇世洞
- 慶尚北道尚州市功城面玉山洞
- 慶尚北道栄州市平恩面
- 慶尚北道醴泉郡普門面馬村洞[3]